# Kalanchoe glaucescens
Kalanchoe glaucescens és una espècie de planta suculenta del gènere Kalanchoe, de la família de les Crassulaceae.

## Descripció
És una planta perenne, glabra, pruïnosa, de 0,3 a 1,2 m d'alçada, amb tiges erectes o decumbents a la base.
Les fulles són peciolades, pecíol lleugerament aplanat i acanalat per sobre, de 0,5 a 2,5 cm, que es separa fàcilment de la tija, làmina estretament a àmpliament ovada, obovada, glauca o glaucescent, de vegades amb taques marrons o porpra per sota, de fins a 10 cm de llarg i 7 cm d'ample, punta aguda a obtusa, base cuneada, els marges molt serrats a crenats, rarament subsencers.
Les inflorescències cimes paniculades, d'uns 25 cm, pedicels de 2 a 8 mm.
Les flors erectes, tub de calze de 0,2 a 1 mm; sèpals lineal-lanceolats a lineals-subulats, de 2 a 6 mm de llarg i de 1 a 2 mm d'ample; corol·la de color groc ataronjat a rosa, vermell, carmesí o escarlata, de color verdós a la part inferior; tub de 5 a 14 mm; pètals lanceolats-ovats, aguts, mucronats, 3 - 6,5 x 1 - 2,5 mm; estams inclosos.

## Distribució
Planta endèmica d'Àfrica central i oriental, Sudan, Etiòpia, Somàlia i Aràbia. Creix en matollars i prats oberts secs, bardisses, vessants pedregosos, matolls fluvials, etc., de 550 a 2100 m d'altitud.

## Taxonomia
Kalanchoe glaucescens va ser descrita per James Britten (Britten) i publicada a Flora of Tropical Africa. London. 2: 393 (1871).

### Etimologia
Kalanchoe: nom genèric que deriva de la paraula cantonesa "Kalan Chauhuy", 伽藍菜 que significa 'allò que cau i creix'.
glaucescens: epítet llatí que significa 'una mica glauc'.

### Sinonímia
- Kalanchoe glaucescens ssp. glaucescens
- Kalanchoe holstii  Engler (1895)
- Kalanchoe flammea  Stapf (1897)
- Kalanchoe magnidens  N.E.Brown (1905)
- Kalanchoe marinelIii  Pampanini (1909)
- Kalanchoe beniensis  De Wildeman (1923)
- Kalanchoe elliptica  Raadts (1972)

K. flammea s'havia considerat anteriorment com una espècie diferent restringida a Somàlia, que es distingia principalment per les seves fulles sèssils i els lòbuls del calze més caducs. Tanmateix, la variació sembla bastant contínua i també inclou K. elliptica, que també s'inclou aquí.
K. glaucescens subsp. arabica Cuf., descrita del Iemen, es va referir a K. deficiens (Forssk.) Asch. & Schweinf. var. glabra Raadts a Willdenowia 18: 423 (1989).